# Bombylius pallidus
Bombylius pallidus är en tvåvingeart som beskrevs av Abbassian-lintzen 1965. Bombylius pallidus ingår i släktet Bombylius och familjen svävflugor.
Artens utbredningsområde är Iran. Inga underarter finns listade i Catalogue of Life.